# Rue Delfosse
La rue Delfosse est une rue ancienne du centre de la ville de Liège (Belgique) en Féronstrée et Hors-Château. 

## Odonymie
La rue rend hommage à Noël Delfosse, né à Liège le 9 mars 1801 où il meurt le 22 février 1858 , avocat, industriel et homme d'État libéral liégeois. Auparavant, l'artère s'appelait la rue Devant Saint-Thomas

## Histoire
Venant du centre de la ville, la rue Hors-Château créée au XIe siècle se  scinde en deux voiries distinctes : celle au nord, l'actuelle rue Delfosse, conduisait à l'ancienne porte de Vivegnis érigée au XIIIe siècle via la rue du Potay tandis que celle du sud menait à l'ancienne porte Saint-Léonard par la place et la rue Crève-Cœur.

## Description
Cette courte rue pavée étroite et rectiligne d'une longueur d'environ 87 m relie la rue Hors-Château à la rue du Potay et applique un sens unique de circulation automobile dans le sens Crève-Cœur - Potay. Seul, le côté impair (côté nord) est bâti  (erreur le côté pair a été démoli dans les années 60 - expropriation pour construire la cour de recreation de l'ecole crev-coeur -100% SURE car mes parents y tenaient au 32 un magasin article de peche (voir Patrimoine). L'immeuble sis au no 15 possède un arvô
(passage voûté) menant à l'impasse de la Chaîne. Le côté sud de la rue était occupé par l'ancienne église Saint-Thomas fondée en 1041 par l'évêque Nithard,consacrée par lui en l'honneur des Saints-Noms et démolie en 1805.

## Patrimoine
Neuf immeubles de la rue sont repris à l'Inventaire du patrimoine culturel immobilier de la Wallonie (nos 1 à 17) et trois d'entre eux figurent sur la liste du patrimoine immobilier classé de Liège : 
- l'immeuble situé au no 9 possède une façade entièrement bâtie en pierre calcaire percée de 18 baies aux étages et construite dans la seconde moitié du XVIIe siècle[1].
- les immeubles situés aux no 11[2] et no 13[3]. possèdent aussi une façade entièrement bâtie en pierre calcaire mais construite dans la première moitié du XVIIIe siècle

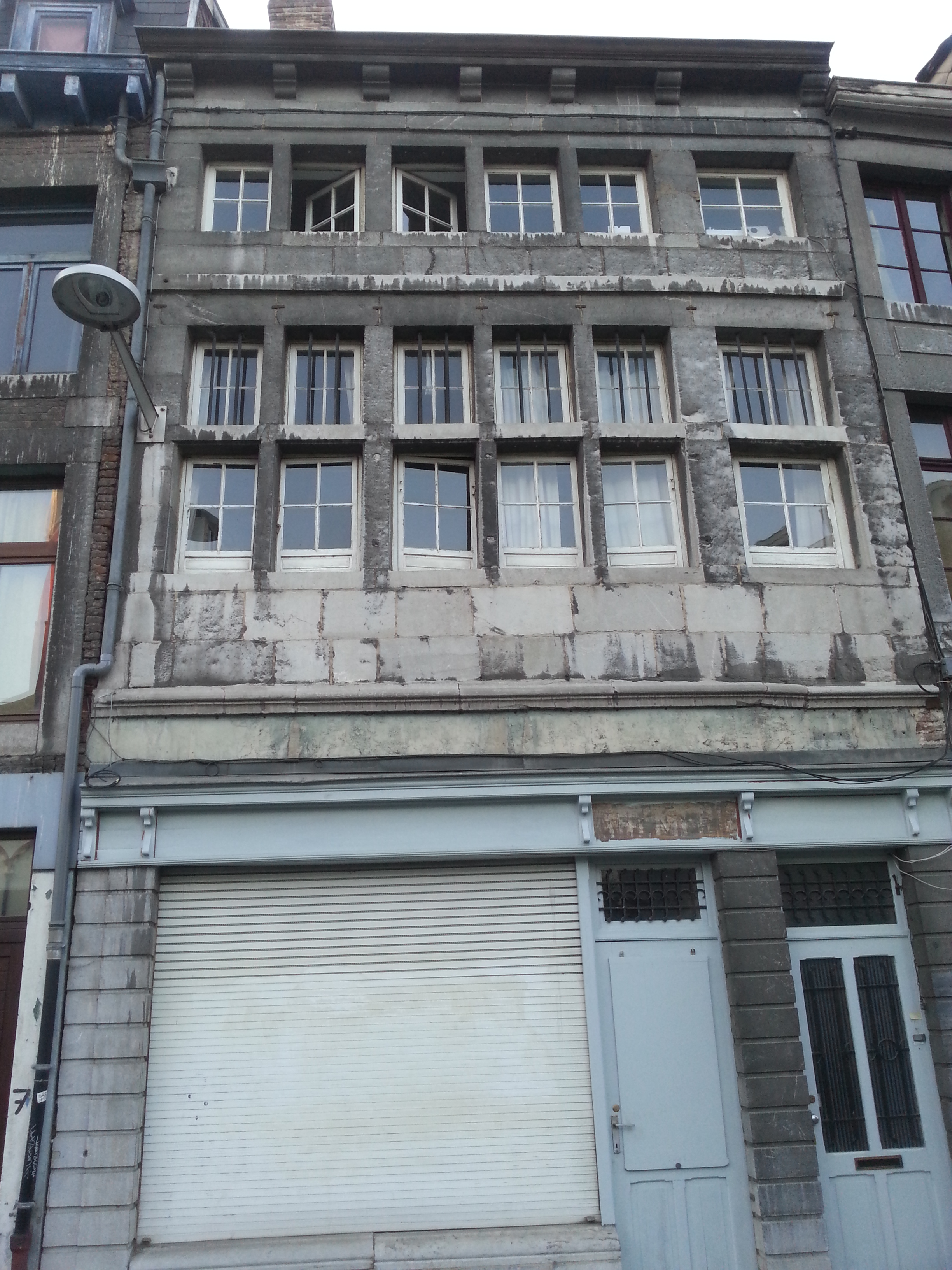
Rue Delfosse, 9
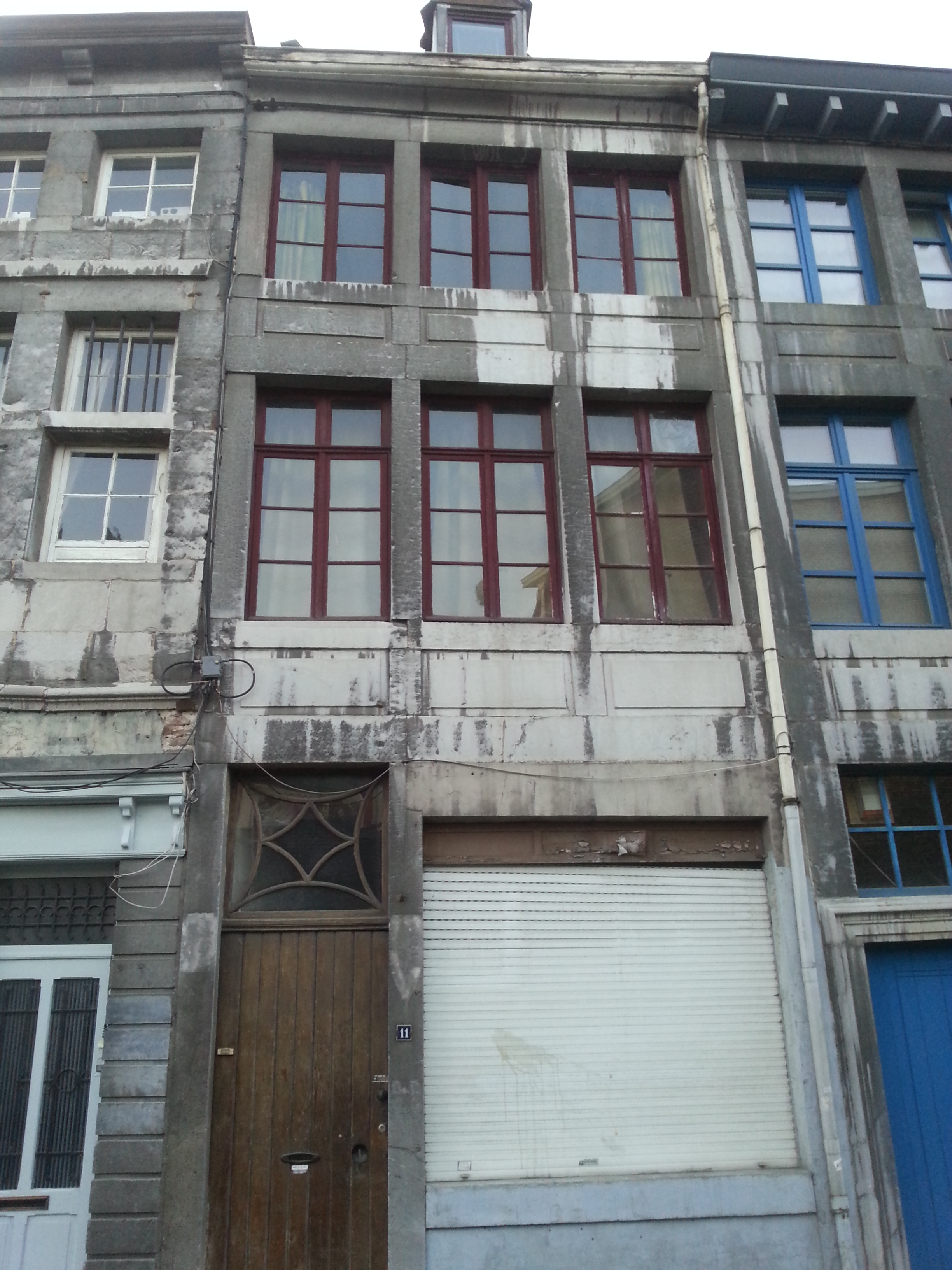
Rue Delfosse, 11
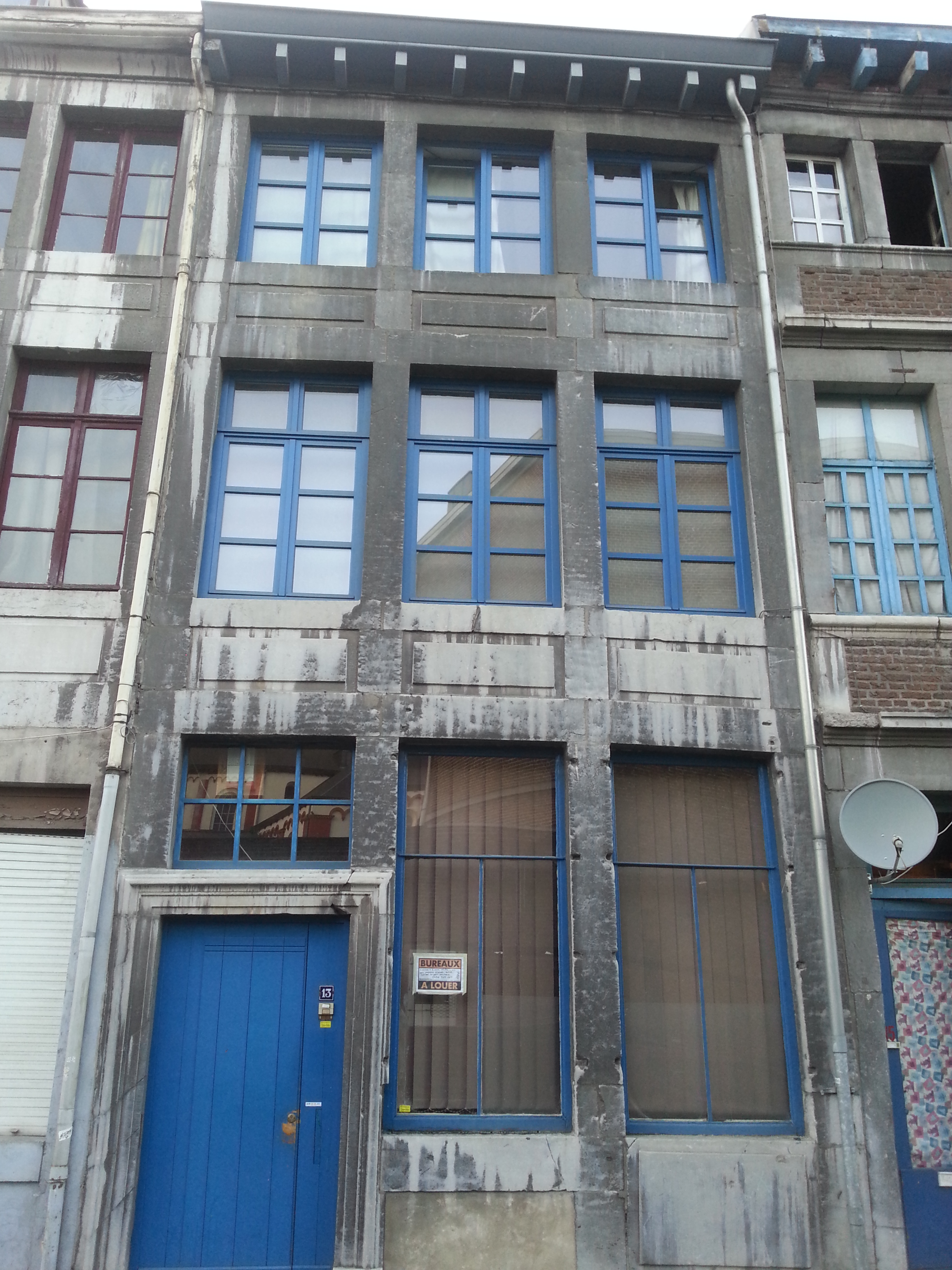
Rue Delfosse, 13

## Riverains
Les bâtiments de l'institut Marie-Thérèse s'étendent du no 17 au no 25 ainsi que le long de la rue du Potay.

## Voiries adjacentes
- Rue Hors-Château
- Rue Saint-Barthélemy
- Place Crève-Cœur
- Impasse de la Chaîne
- Rue du Potay